# Rikuzentakata
Rikuzentakata (japonsky 陸前高田市) je město v prefektuře Iwate v Japonsku. K roku 2018 v něm žilo přes osmnáct tisíc obyvatel.

## Poloha
Rikuzentakata leží na východním pobřeží největšího japonského ostrova Honšú na břehu Tichého oceánu. Patří do prefektury Iwate a leží na jejím jižním okraji – na jihu sousední s Kesennumou v sousední prefektuře Mijagi. Zbylá sousedící města jsou v rámci prefektury Iwate – na západě Ičinoseki, na severu Sumita a na severovýchodě Ófunato.

## Dějiny
V roce 2011 při zemětřesení a cunami zahynulo na území Rikuzentakaty 1763 lidí a zcela zničeno bylo 3159 domů.